# Brian Eno
Brian Eno, właśc. Brian Peter George St. John le Baptiste de la Salle Eno (ur. 15 maja 1948 w Woodbridge) – angielski kompozytor muzyki ambient, producent muzyczny i muzyk rockowy grający na instrumentach klawiszowych i wielu innych. Znany z występów w grupie Roxy Music oraz z kariery solowej. Twórczość Briana Eno zaliczana jest do progresywnego rocka i progresywnego popu, ale także do muzyki awangardowej, elektronicznej, ambient, world – w szerokim pojęciu, eksperymentalnej. Artysta znany jest z awangardowych, multimedialnych realizacji.

## Twórczość

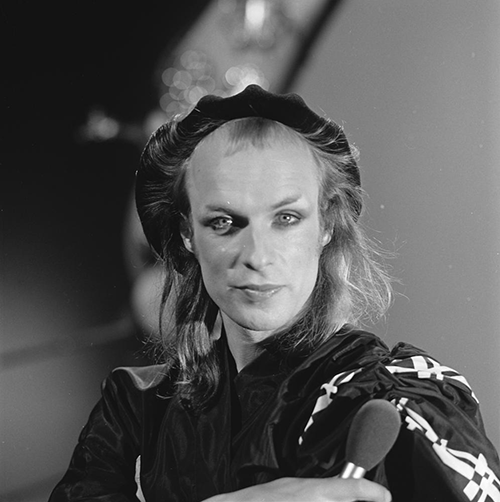
Brian Eno, 1974

Jako pionier stylu ambient jest twórcą tego terminu. W swych popowych eksperymentach był prekursorem artystycznego kierunku muzyki punk (zobacz proto punk). W czasie swej kariery solowej współpracował z wieloma czołowymi zespołami i muzykami sceny rockowej, w tym awangardowej, jak np.: U2, David Byrne i Talking Heads, Devo, Ultravox, James, My Bloody Valentine, Harold Budd, John Cale, Phil Collins (jako perkusista), Robert Fripp, Bill Laswell i wielu innych. Wspólna kompozycja Briana Eno i Davida Bowiego z albumu Low (1977), Warszawa, była użyta jako podstawa przez awangardowego kompozytora współczesnego Philipa Glassa przy komponowaniu jego Low Symphony, opublikowanej w 1992.
Jest też autorem dźwięku startowego w MS Windows 95 – The Microsoft Sound.
W 1977 wraz z malarzem/grafikiem Peterem Schmidtem (przyjacielem, a przed laty, profesorem sztuki u którego studiował design i malarstwo), razem wynaleźli nowatorski system wyroczni, w celu ułatwionego podejmowania decyzji, oparty na zbiorze specjalnie opracowanych kart, Oblique Strategies (Strategie niejednoznaczne), wdrażając go do pracy nad albumem Before and after Science, w trakcie generując i biorąc pod uwagę 109 osobnych nagrań.
W 2007 roku nawiązał współpracę z brytyjskim zespołem Coldplay nad ich nową płytą. Album Viva la Vida or Death and All His Friends został wydany 12 czerwca 2008 roku.

## Dyskografia
- 1974 Here Come the Warm Jets
- 1974 Taking Tiger Mountain (By Strategy)
- 1975 Another Green World
- 1975 Discreet Music
- 1977 Before and after Science
- 1978 Music for Films
- 1978 Ambient 1 – Music for Airports
- 1978 After the Heat
- 1980 Ambient 2 – The Plateaux of Mirror
- 1981 My Life in the Bush of Ghosts
- 1981 Ambient 3 – Day of Radiance
- 1981 Empty Landscapes
- 1981 My Life in the Bush of Ghosts
- 1982 Ambient 4 – On Land
- 1983 Music for Films, Vol. 2
- 1983 Apollo – Atmospheres & Soundtracks
- 1984 Begegnungen
- 1985 Thursday Afternoon
- 1985 Begegnungen II
- 1988 Music for Films, Vol. 3
- 1990 Wrong Way Up
- 1992 Nerve Net
- 1992 The Shutov Assembly
- 1993 Robert Sheckley's in a Land of Clear Colours
- 1993 Neroli
- 1994 Headcandy
- 1995 Spinner
- 1997 The Drop
- 1997 Extracts from Music for White
- 2005 Another Day on Earth
- 2010 Wall Street: Money Never Sleeps (z Craigiem Armstrongiem i Davidem Byrnem)
- 2012 Lux
- 2016 The Ship
- 2017 Reflection

## Nagrody, pozycje na listach przebojów i rekordy
| Albumy na liście The Billboard 200 |                               |         |
| rok                                | album                         | pozycja |
| 1974                               | Here Come the Warm Jets       | 151     |
| 1978                               | Before and After Science      | 171     |
| 1981                               | My Life in the Bush of Ghosts | 44      |

- Nagrody Grammy
  - 1987 nagrodzony jako producent albumu U2 The Joshua Tree
  - 1992 wyróżnienie Producent roku
  - 2001 nagrodzony jako producent albumu U2 All That You Can't Leave Behind